# 金乃傑
金乃傑（1949年—），中華民國空軍二級上將退役，曾任國防大學校長、聯勤司令、空軍作戰指揮部指揮官、參謀本部情報參謀次長、國防部整合評估室副主任、空軍499聯隊長等軍職，畢業於空軍官校60年班，同期同學之中還有另外兩位也是上將，亦即前空軍司令彭勝竹上將、前參謀總長、國防部部長嚴明上將，以及擔任國防大學上將校長時的國防大學中將副校長，正是曾任退輔會主委李翔宙陸63年班。

## 荣誉

### 中华民国勋章奖章
- 三等云麾勋章（2011年5月16日于台北总统府颁授[2]）